# 格林維爾 (加利福尼亞州)
格林維爾（英語：Greenville）是位於美國加利福尼亞州普盧默斯縣的一個人口普查指定地區。

## 地理
格林維爾的座標為40°08′24″N 120°57′05″W / 40.14000°N 120.95139°W，而該地最高點為海拔高度1093米（即3586英尺）。

## 人口
根據2010年美國人口普查的數據，格林維爾的面積為20.699平方千米，均為陸地。當地共有人口1129人，而人口密度為每平方千米54人。